# Ribatejo

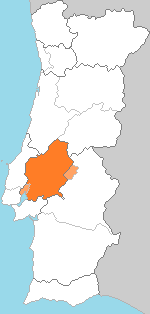
Região do Ribatejo (Vila Franca de Xira na área metropolitana de Lisboa e Ponte de Sor, no Ribatejo ou Alentejo conforme a interpretação, em cor mais clara).

O Ribatejo é uma província histórica (ou região natural) de Portugal, instituída pela reforma administrativa de 1936 através da excisão de 25 municípios anteriormente pertencentes à província da Estremadura. Subsistiu até à década de 70 do século XX, depois de que a organização administrativa do país saída da constituição de 1976 não tenha contemplado as províncias.

## Limites e composição
Como província, integrava 25 concelhos: 2 do distrito de Lisboa, 3 do distrito de Setúbal, 1 do distrito de Portalegre e todo o distrito de Santarém (exceto os concelhos de Mação e de Ourém). Em 1945, foi criado o concelho do Entroncamento a partir de áreas até então pertencentes aos concelhos de Torres Novas e de Vila Nova da Barquinha. A região ficou então assim:
- Distrito de Santarém: Abrantes, Alcanena, Almeirim, Alpiarça, Benavente, Cartaxo, Chamusca, Constância, Coruche, Entroncamento, Ferreira do Zêzere, Golegã, Rio Maior, Salvaterra de Magos, Santarém, Sardoal, Tomar, Torres Novas, Vila Nova da Barquinha.

- Distrito de Lisboa: Azambuja, Vila Franca de Xira.

- Distrito de Setúbal: Alcochete, Montijo, Moita.
- Distrito de Portalegre: Ponte de Sor.

O seu antigo território reparte-se actualmente pelas regiões do Alentejo, Centro e da Área Metropolitana de Lisboa, sendo que até 2002 era o núcleo central da extinta região de Lisboa e Vale do Tejo. Em termos de subregiões, acha-se repartido pela Grande Lisboa (concelho de Vila Franca de Xira), pela Península de Setúbal (concelhos de Alcochete, Montijo e Moita) pela totalidade da subregião da Lezíria do Tejo e quase todo o Médio Tejo (exceto os concelhos de Mação,Ourém).

## Geografia

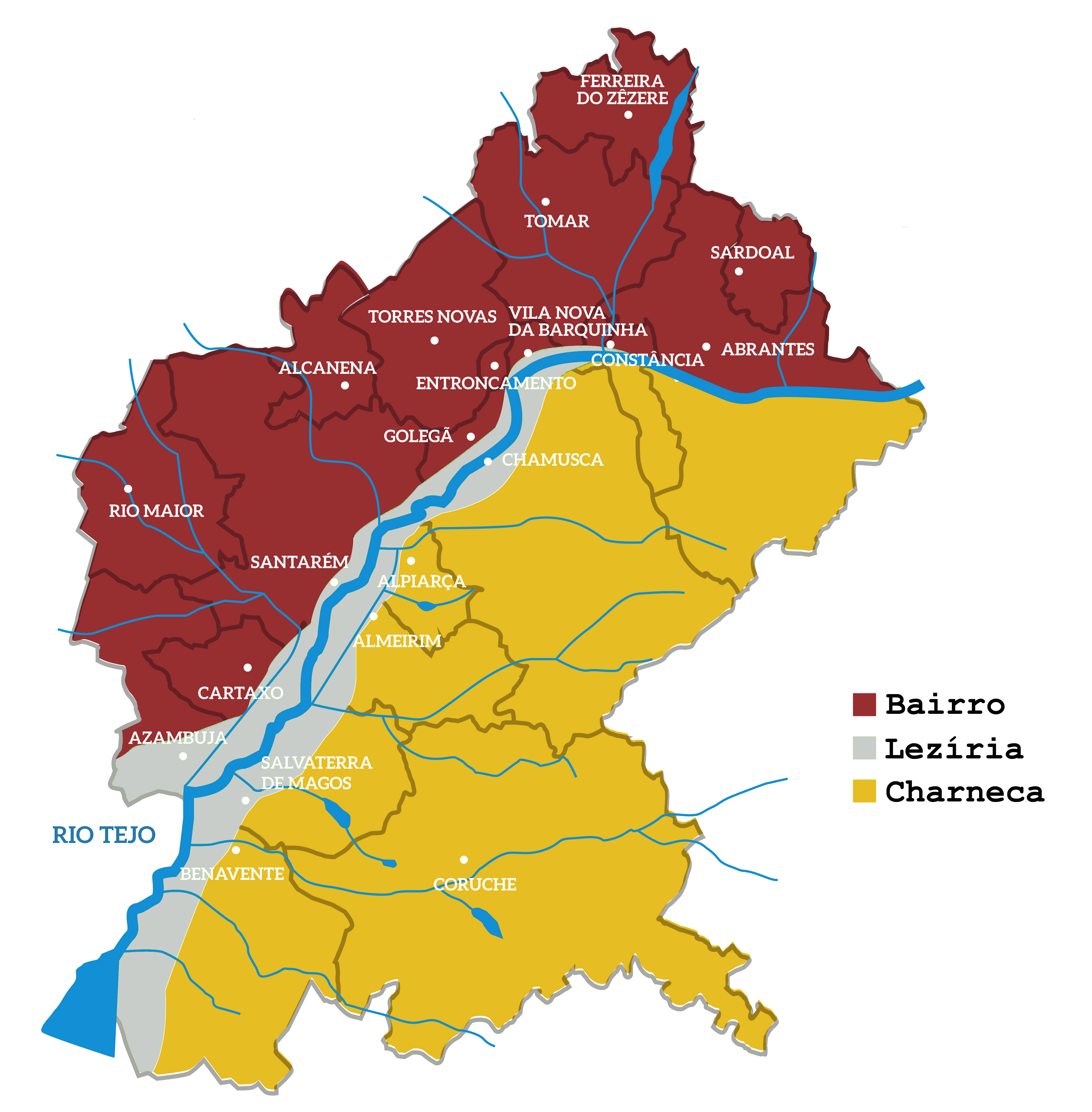
Regiões naturais do Ribatejo.

Do ponto de vista geográfico, o Ribatejo está dividido em três regiões naturais: Lezíria, Bairro e Charneca.
- A Lezíria compreende a área de planície inundável pelo rio Tejo e terrenos adjacentes, e inclui solos de aluvião, de ótima qualidade, nos quais a vinha ostenta todo o seu vigor. Nestas terras fertilíssimas para além da vinha encontram-se plantações de cereais, melão, tomate e excelentes pastagens para gado bovino e equino.

- O Bairro surge na margem direita do Tejo (Norte do Ribatejo), com um relevo pouco acentuado, adjacente e de formações areníticas, calcárias e argilosas cujas tonalidades são variadas, podendo ir desde o esbranquiçado até aos acastanhados, vermelhos e alaranjados. Nestes solos argilosos encontram-se culturas arbustivas e arbóreas nas quais impera a oliveira que convive de perto com a vinha, o trigo e o milho.

- A Charneca estende-se da margem esquerda do rio Tejo até ao Alentejo (Sul do Ribatejo). Nela encontra-se solos arenosos, incluindo vastas áreas de montado de sobro, bem como de eucaliptos e pinheiros. Contudo também é possível observar, em locais mais favoráveis, cultivo de cereais e vinha, bem como arroz nas zonas mais irrigadas.

Os campinos ribatejanos da Lezíria e da Charneca usam como traje de gala camisa branca, colete encarnado, calças e capote azuis, meia branca e barrete verde com borla encarnada. Os campinos ribatejanos do Bairro usam como traje de gala camisa branca, colete negro, calças e capote negros, meia branca e barrete negro.   